# Husein Đozo
Husein ef. Đozo (Bare pokraj Goražda, 3. srpnja 1912. – Sarajevo, 30. svibnja 1982.), bošnjački teolog i 
nacistički kolaborator, glavni imam 13. SS Handžar divizije, predsjednik Udruge ilmijje u SFR Jugoslaviji, te prvi glavni i odgovorni urednik Preporoda.

## Životopis
Husein Đozo je rođen 1912. godine u mjestu Bare pokraj Goražda. Školovao se u medresi Mehmed-paše Kukavice u Foči i Mehremića medresi u Sarajevu. Šerijatsku sudačku školu je završio u Sarajevu 1933. a onda odlazi na Sveučilište Al-Azhar u Kairo, na kojem 1939. završava Šerijatsko-pravni fakultet. Po povratku u Sarajevo radi kao profesor arapskog jezika i u uredu reis-ul-uleme kao referent za obrazovanje. Služio je i kao vojni imam i kapetan Jugoslavenske kraljevske vojske.
Tijekom Drugog svjetskog rata Husein Đozo je bio glavni imam 28. Regimente, 13. SS Handžar divizije. U Handžar diviziju se dobrovoljno prijavio lipnja 1943. i prvobitno služio kao imam 2. puka (SS puk br. 28). Za vrijeme svoje službe u ovoj postrojbi, osim prosvjećivanjem trupa, Đozo se također bavio i obukom drugih imama. Po Himmlerovoj naredbi u gradu Guben, koji se nalazi 100 km od Berlina, osnovan je institut za obuku vojnih imama za potrebe 13. SS divizije Handžar i 23. SS divizije Kama. U tom institutu Waffen Sturmbannführer der SS, Husein Đozo je obučavao imame do kraja rata, pišuću razne brošure za vojnike. 
Poslije rata, Husein Đozo je osuđen na pet godina zatvora i gubitak časnih prava u trajanju od također pet godina, jer je "svojim radom podigao moral u neprijateljskim jedinicama". Nakon odležane zatvorske kazne, Đozo je u periodu od 1950. do 1960. godine radio u Fabrici kožnih prerađevina, zatim u Upravi gradskih puteva u Sarajevu, a potom i kao viši knjigovođa u tvrtki Metal u Sarajevu.
I u SFR Jugoslaviji, Đozo je nastavio svoj teološki rad. U Rijaset Islamske zajednice se upošljava 1960. godine. Ono po čemu je posebno ostao poznat jeste njegovo pokretanje rubrike Pitanja i odgovori u tadašnjem "Glasniku", poznata kao "Đozine fetve". 
Tijekom 1960-ih i 1970-ih Đozo honorarno radi i kao profesor u Gazi Husrev-begovoj medresi gdje predaje ahlak, akaid, fikh, hadis, retoriku, usuli fikh, tefsir i vaz. Za predsjednika Udruge ilmijje izabran je 1964. godine. Godine 1970. pokreće list Preporod čiji je glavni i odgovorni urednik do 1972. godine. U periodu od 1976. – 1979. godine Đozo je ponovo glavni i odgovorni urednik Preporoda.
Godine 1968, Đozo je uzburkao javnost u SFR Jugoslaviji, nakon što je podržao bivšeg jeruzalemskog muftiju Mohammeda Amina al-Husseinija, kada je podržao njegov poziv u džihad protiv Izraela nakon šestodnevnog rata. Tada je i SFR Jugoslavija prekinula diplomatske odnose s Izraelom. Đozo je također bio Titov prevoditelj, te je putovao s njim na svim putovanjima po arapskom svijetu. 
Husein Đozo je umro 30. svibnja 1982. godine, u Sarajevu. Vrhovni sabor islamske zajednice je 6. oktobra 1990. godine donio odluku o potpunoj rehabilitaciji Huseina Đoze, a 
Fakultet islamskih znanosti mu je u povodu njegove smrti posvetio prvi Zbornik radova. Danas se po Huseinu Đozo zove jedna ulica u Sarajevu i osnovna škola u Goraždu.

## Vanjske poveznice
- [neaktivna poveznica]